# تي-موبل جي1
تي-موبل جي1 (بالإنجليزية: T-Mobile G1)‏ هو هاتف ذكي يسمح بالدخول على الإنترنت، يأتي محملاً بنظام تشغيل من تصميم شركة جوجل ومصنع بواسطة مؤسسة هاى تك كمبيوتر بتايوان. كان اسمه خلال فترة التطوير هو إتش تي سي دريم (بالإنجليزية: HTC Dream)‏. هاتف جي1 هو الهاتف الأول بالأسواق الذي يستخدم منصة عمل أندرويد للهواتف النقالة. ويعد الهاتف جزءًا من جهود المعايير المفتوحة لاتحاد الهواتف المفتوحة (بالإنجليزية: Open Handset Alliance)‏. تم إطلاقه بالولايات الأمريكية في 22 أكتوبر، 2008، وبالمملكة المتحدة في 30 أكتوبر، 2008، وسوف يكون متاحًا ببقية الدول الأوربية كألمانيا وهولندا وجمهورية تشيك في بداية عام 2009. سعر الهاتف بالولايات المتحدة الأمريكية يبدأ من 178.5 دولارًا أمريكيًا لعملاء شركة الاتصالات تي-موبل الجدد والحاليين إذا تم شراؤه باشتراك لمدة عامين مع تي-موبل، ويبلغ سعره 399 دولاراً أمريكيًا بدون الحاجة لأية عقود. يتوافر هاتف جي1 بالألوان الأسود والبرونزي والأبيض. وقد صدرت منه نسخة خاصة للمطورين باسم "ADP" وهو متوفر فقط للمطورين بمبلغ 399 دولاراً أمريكيّاً ولا يتوافر مع أية عقود.